# Hank Johnson
Henry "Hank" Johnson Jr.,  född 2 oktober 1957 i Washington, D.C., är en amerikansk demokratisk politiker. Han är en av två buddhister som blev invalda i representanthuset i kongressvalet i USA 2006. Han och Mazie Hirono från Hawaii är de två första buddhistiska ledamöterna i USA:s kongress någonsin. 
Johnson hör till internationella Soka Gakkai. I demokraternas primärval 2006 besegrade han den sittande kongressledamoten Cynthia McKinney. Hans distrikt i Georgia är ett av dem med största majoritet för demokraterna i representanthuset. I kongressvalet i november 2006 fick Johnson 76% av rösterna.